# Wayne Sandilands
Wayne Sandilands, né le 23 août 1983 à Benoni, est un footballeur sud-africain. Il évolue au poste de gardien de but avec le club des Orlando Pirates et l'équipe d'Afrique du Sud.

## Biographie

### Carrière en équipe nationale
Wayne Sandilands est convoqué pour la première fois par le sélectionneur national Pitso Mosimane pour un match amical face à la Tanzanie le 14 mai 2011. 
Il participe à la Coupe d'Afrique des nations 2013 avec l'équipe d'Afrique du Sud. Son équipe atteint les quarts de finale de la compétition.
Il compte 8 sélections et 0 but avec l'équipe d'Afrique du Sud depuis 2011.

## Statistiques détaillées

### En club
| Saison                | Club                  | Championnat           | Championnat | Championnat | Coupe(s) nationale(s) | Coupe(s) nationale(s) | Afrique du Sud | Afrique du Sud | Total | Total |
| Saison                | Club                  | Division              | M.          | B.          | M.                    | B.                    | M.             | B.             | M.    | B.    |
| 2004 - 2005           | Supersport United     | ABSA Premiership      | 0           | 0           | -                     | -                     | -              | -              | 0     | 0     |
| Sous-total            | Sous-total            | Sous-total            | 0           | 0           | -                     | -                     | -              | -              | 0     | 0     |
| 2005 - 2006           | Silver Stars          | ABSA Premiership      | 28          | 0           | -                     | -                     | -              | -              | 28    | 0     |
| 2006 - 2007           | Silver Stars          | ABSA Premiership      | 21          | 0           | -                     | -                     | -              | -              | 21    | 0     |
| 2007 - 2008           | Platinum Stars        | ABSA Premiership      | 18          | 0           | -                     | -                     | -              | -              | 18    | 0     |
| 2008 - 2009           | Platinum Stars        | ABSA Premiership      | 14          | 0           | -                     | -                     | -              | -              | 14    | 0     |
| 2009 - 2010           | Platinum Stars        | ABSA Premiership      | 9           | 0           | -                     | -                     | -              | -              | 9     | 0     |
| Sous-total            | Sous-total            | Sous-total            | 90          | 0           | -                     | -                     | -              | -              | 90    | 0     |
| 2009 - 2010           | Mamelodi Sundowns     | ABSA Premiership      | 1           | 0           | -                     | -                     | -              | -              | 1     | 0     |
| 2010 - 2011           | Mamelodi Sundowns     | ABSA Premiership      | 23          | 0           | -                     | -                     | 1              | 0              | 24    | 0     |
| 2011 - 2012           | Mamelodi Sundowns     | ABSA Premiership      | 24          | 0           | 3                     | 0                     | -              | -              | 27    | 0     |
| 2012 - 2013           | Mamelodi Sundowns     | ABSA Premiership      | 16          | 0           | 5                     | 0                     | 1              | 0              | 22    | 0     |
| Sous-total            | Sous-total            | Sous-total            | 64          | 0           | 8                     | 0                     | 2              | 0              | 74    | 0     |
| Total sur la carrière | Total sur la carrière | Total sur la carrière | 154         | 0           | 8                     | 0                     | 2              | 0              | 164   | 0     |

## Palmarès
- Championnat d'Afrique du Sud : 2014
- Ligue des champions de la CAF 2016